# 百済有雄
百済 有雄（くだら の ありお、生没年不詳）は、平安時代前期の官人。氏姓は飛鳥戸（飛鳥部）造のち百済宿禰。

## 経歴
河内国高安郡の人。百済の毗有王の後胤か。貞観5年（863年）10月、主税大属正七位上で飛鳥戸河主らとともに百済宿禰に改賜姓される。
元慶元年（877年）12月、外従五位下主税助で本貫を右京三条に移した。元慶4年（880年）8月、主税助外従五位下と見え、飛鳥戸神社への神田設置を御春有世とともに申請し認められた。他の事績は不明。

## 官歴
『日本三代実録』による。
- 時期不詳：正七位上。主税大属
- 貞観5年（863年）10月11日：飛鳥戸造から百済宿禰に改賜姓
- 時期不詳：外従五位下。主税助
- 元慶4年（880年）8月29日：見主税助外従五位下